# Біла (Вінницький район)
Бі́ла — село в Україні, у Турбівській селищній громаді Вінницького району Вінницької області. Населення становить 308 осіб. Через село протікає річка Вільшанка.

## Географія
Село розташоване на берегах річки Вільшанки. У селі струмок Селець впадає у Вільшанку.

## Історія
Точна дата заснування села невідома, проте село має давню історію. Щодо назви села, то існує версія, що в давнину у селі були великі поклади глини, і всі будівлі мазали білою глиною і вони стояли всі білі.
У 1746 році збудовано дерев’яну Михайлівську церкву 7-го класу, якій належала 51 десятина землі. З того часу свято Михайла 21 листопада відзначається у селі як престольне.
У 1840 році в селі була відкрита церковно-парафіяльна школа. Нині це загальноосвітня школа I–II ступенів.
У документах 1864 року зазначається, що в селі було 588 православних мешканців та 12 римо-католиків, нараховувалося 1957 десятин землі. Три чверті села належали Валеріану Ігнатійовичу Огоневському, а четверта частина – Генріху Седизиковському, яку він викупив у Фекли Рогозинської. Від їх прізвищ пішли назви куточків села, які існують й досі: центральну вулицю називають Огоновщина, а вулицю, що веде до Шендерівки – Рогозінщина.
Станом на 1885 рік у колишньому власницькому селі Вахнівської волості Бердичівського повіту Київської губернії мешкало 562 особи, налічувалось 85 дворових господарств, існували православна церква, школа, постоялий будинок і водяний млин.
За переписом 1897 року кількість мешканців зросла до 1033 особи (496 чоловічої статі та 537 — жіночої), з яких 943 — православної віри.
Під час колективізації в 1929 році у селі створено колгоспи «Червоний шлях», «Червоний хлібороб», «2-га п’ятирічка». Першими колгоспниками Білої та Шендерівки були Кравчук Федір Митрофанович, Фармагей Дмитро Дмитрович, Лебідь Антін Карпович, Дубина Антін Іванович.
Важкими для села були роки Голодомору та Другої світової війни. З війни з поля бою не повернулося 216 односельчан, яким у 1966 році збудовано пам’ятник.
Після визволення села 13 березня 1944 року розпочалася відбудова господарства.
У 1957 році колгоспи Білої та Шендерівки об'єдналися в одне господарство.

## Сучасний стан
За останні роки у селі з’явилося багато новобудов. Збудовано нову школу, відремонтовано ФАП, заклади культури, проведено водогін та освітлення села.
Станом на 2021 рік на території Білої працює ЗОШ І-ІІ ступенів (навчається 35 учнів, працює 8 вчителів), 2 магазини, ФАП, сільський клуб (до 2002 року 35 років завклубом пропрацювала Марія Семенівна Шевчук).

## Населення

### Мова
Розподіл населення за рідною мовою за даними перепису 2001 року:
| Мова       | Кількість | Відсоток |
| ---------- | --------- | -------- |
| українська | 302       | 98.05%   |
| російська  | 3         | 0.98%    |
| білоруська | 2         | 0.65%    |
| румунська  | 1         | 0.32%    |
| Усього     | 308       | 100%     |

## Відомі люди
- Грищук Іван Петрович — український художник.
- Марчук Надія Іванівна (1939 р.н.) — казкар[6]

## Галерея

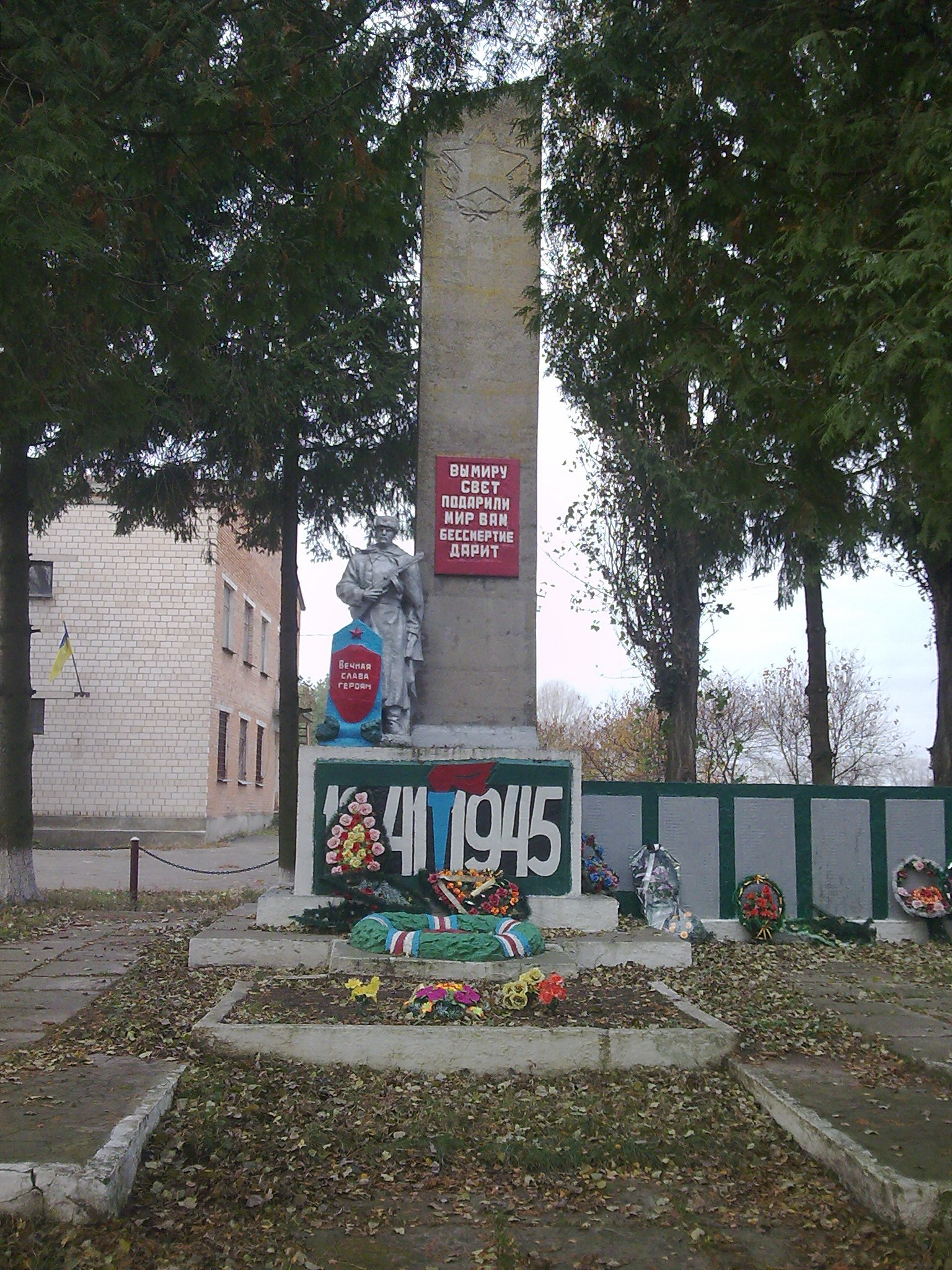
Меморіал воїнам Великої Вітчизняної війни
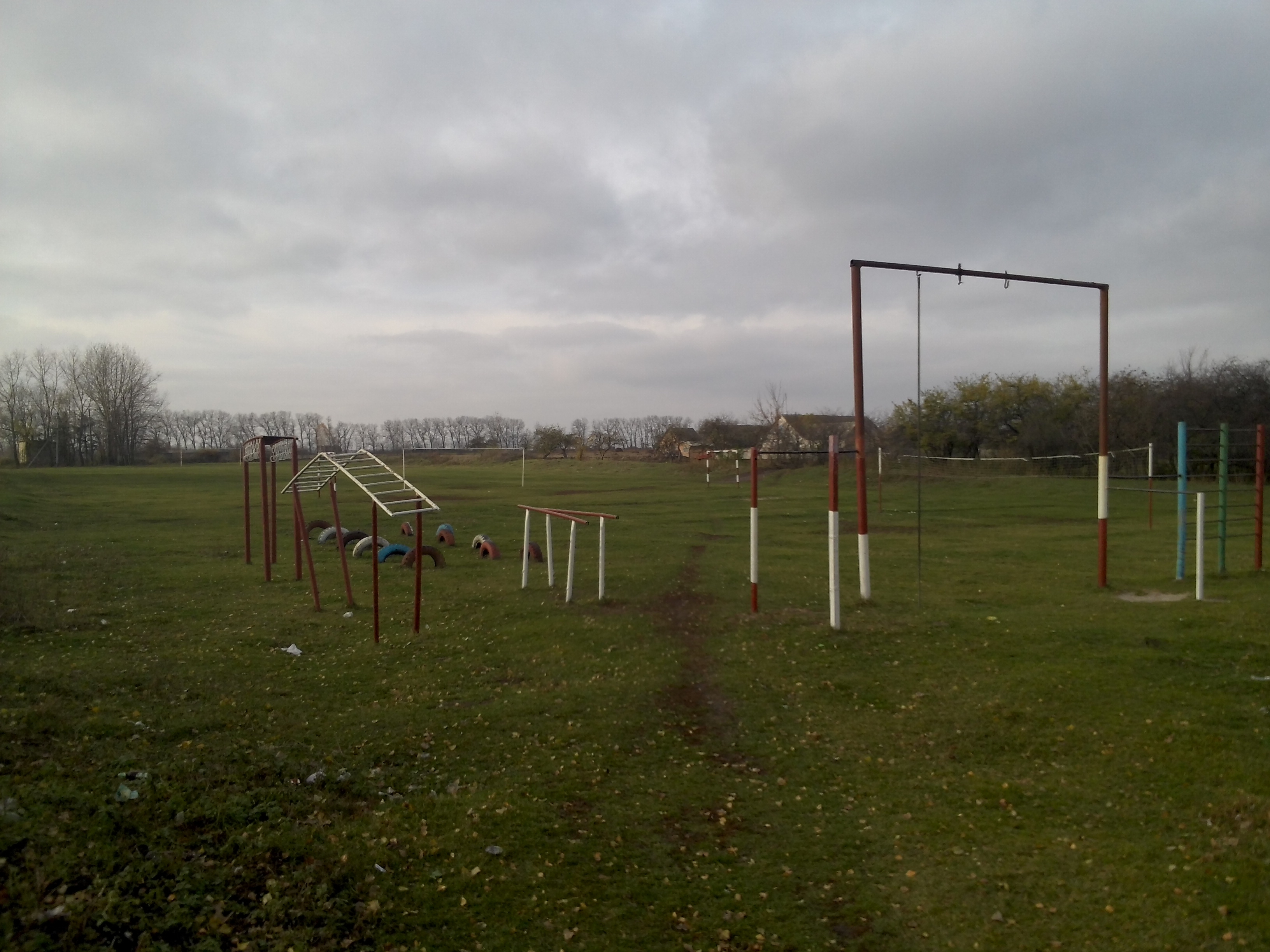
Спортивний майданчик
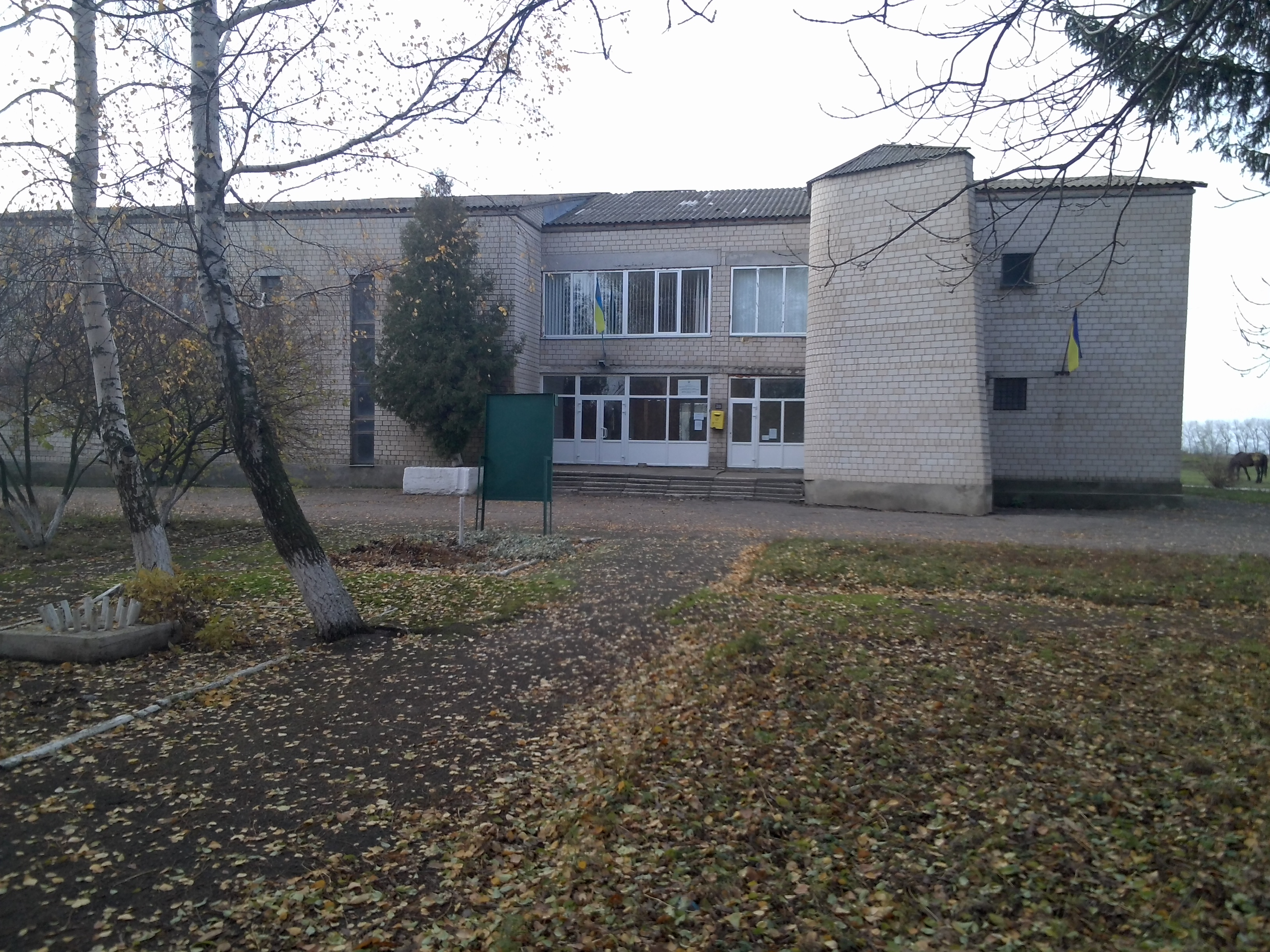
Адміністративна будівля
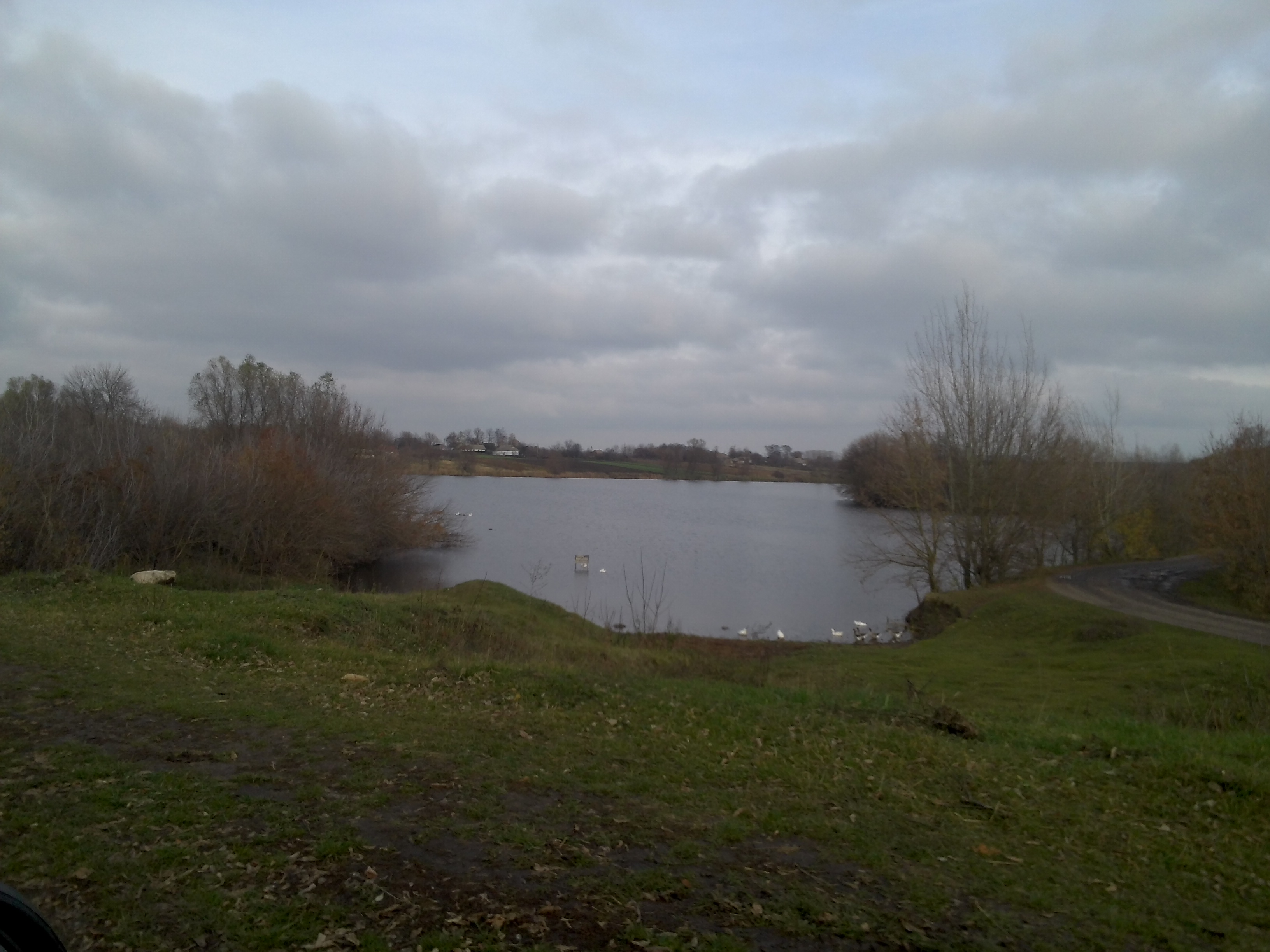
Ставок
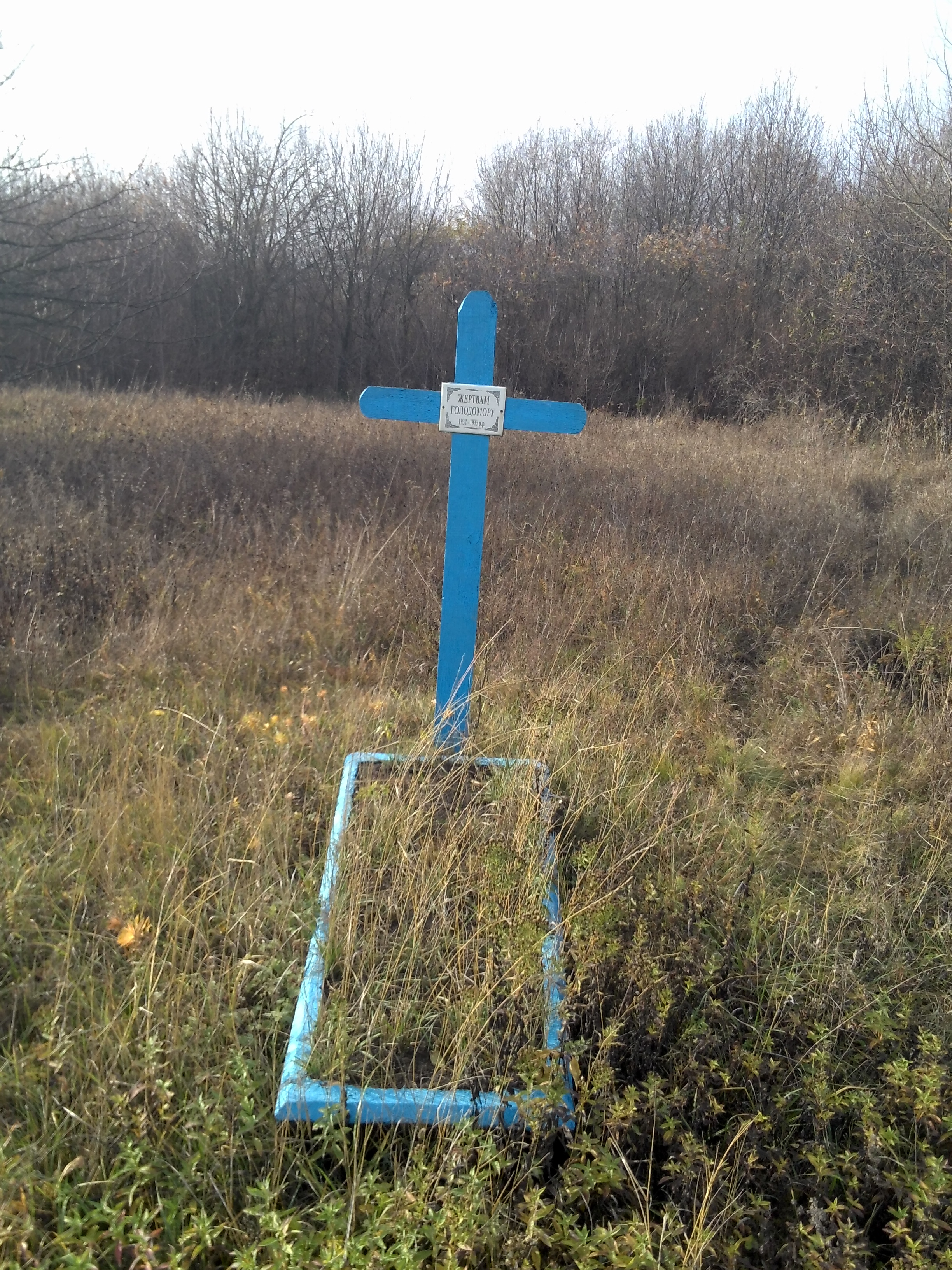
Пам’ять про жертв Голодомору на сільському кладовищі
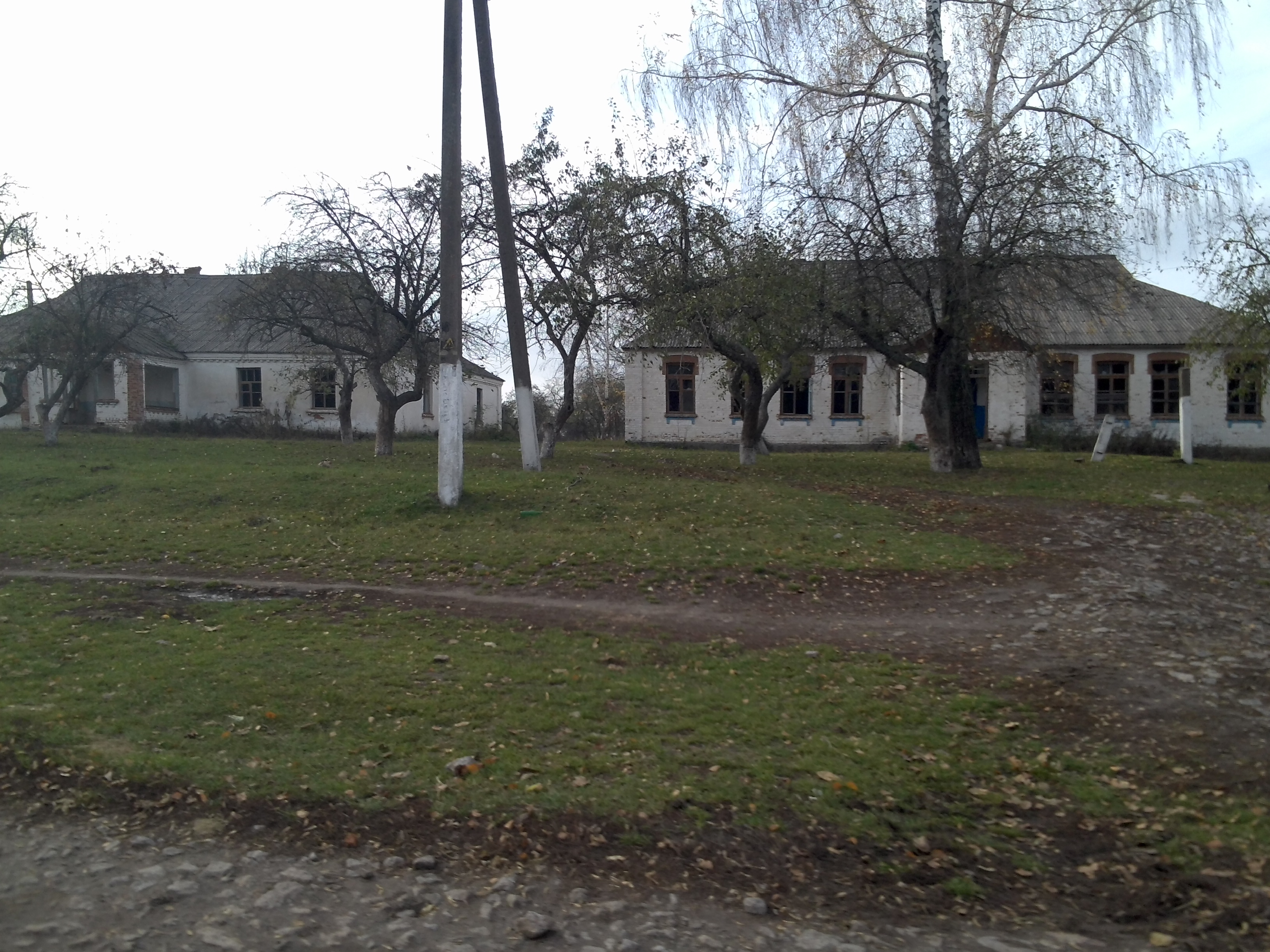
Колишня школа
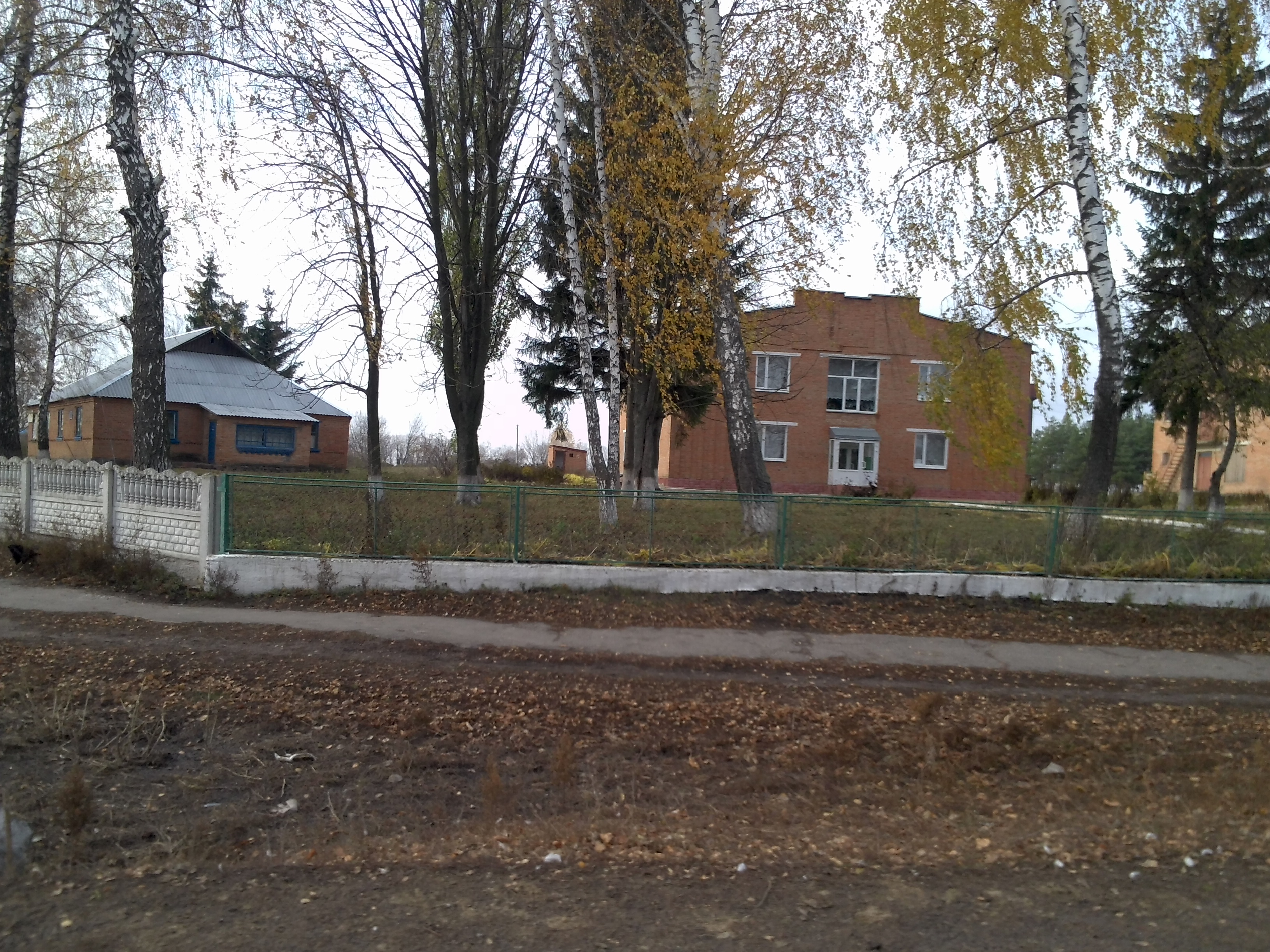
У центрі села
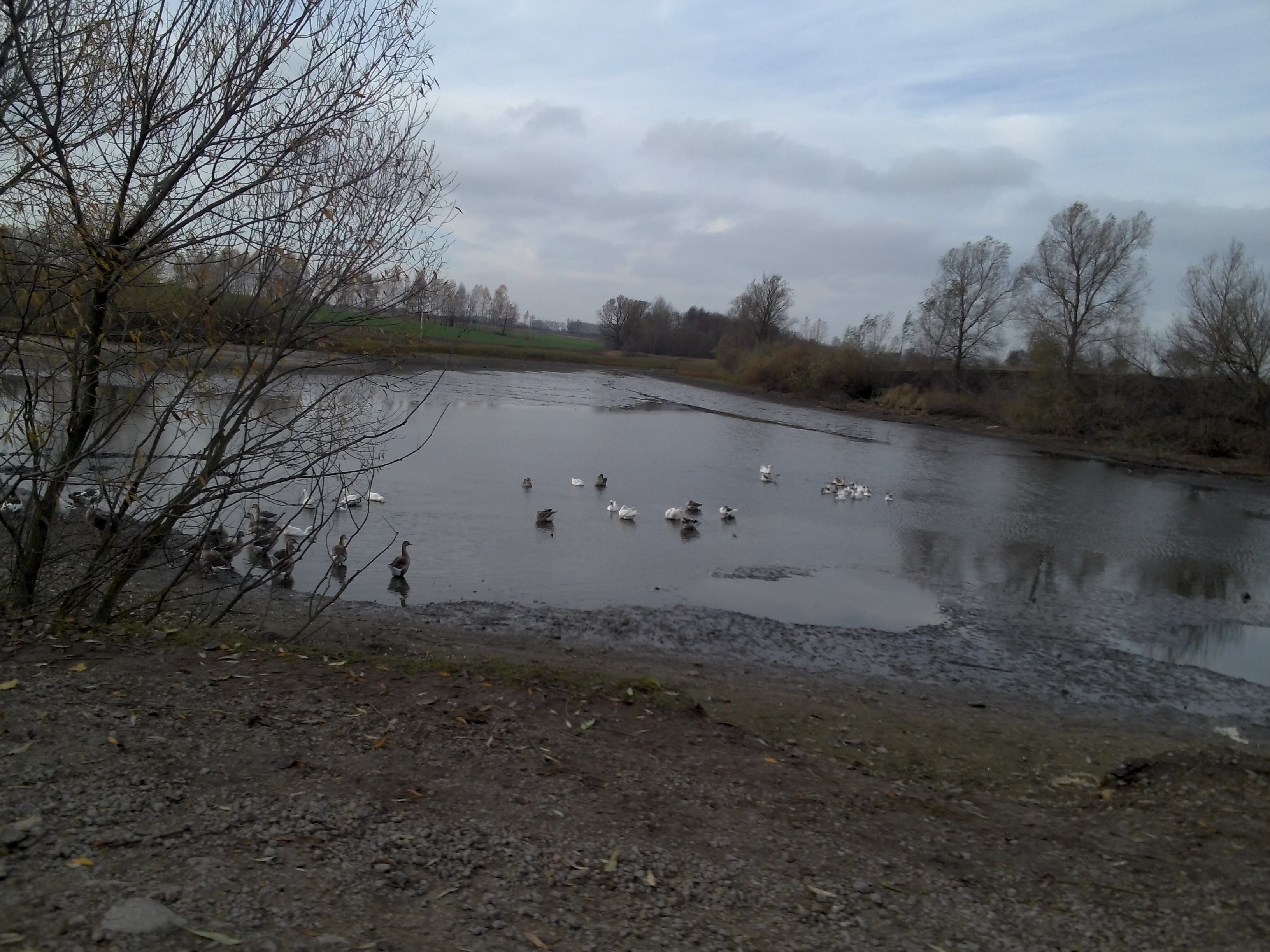
Ставок на околиці села
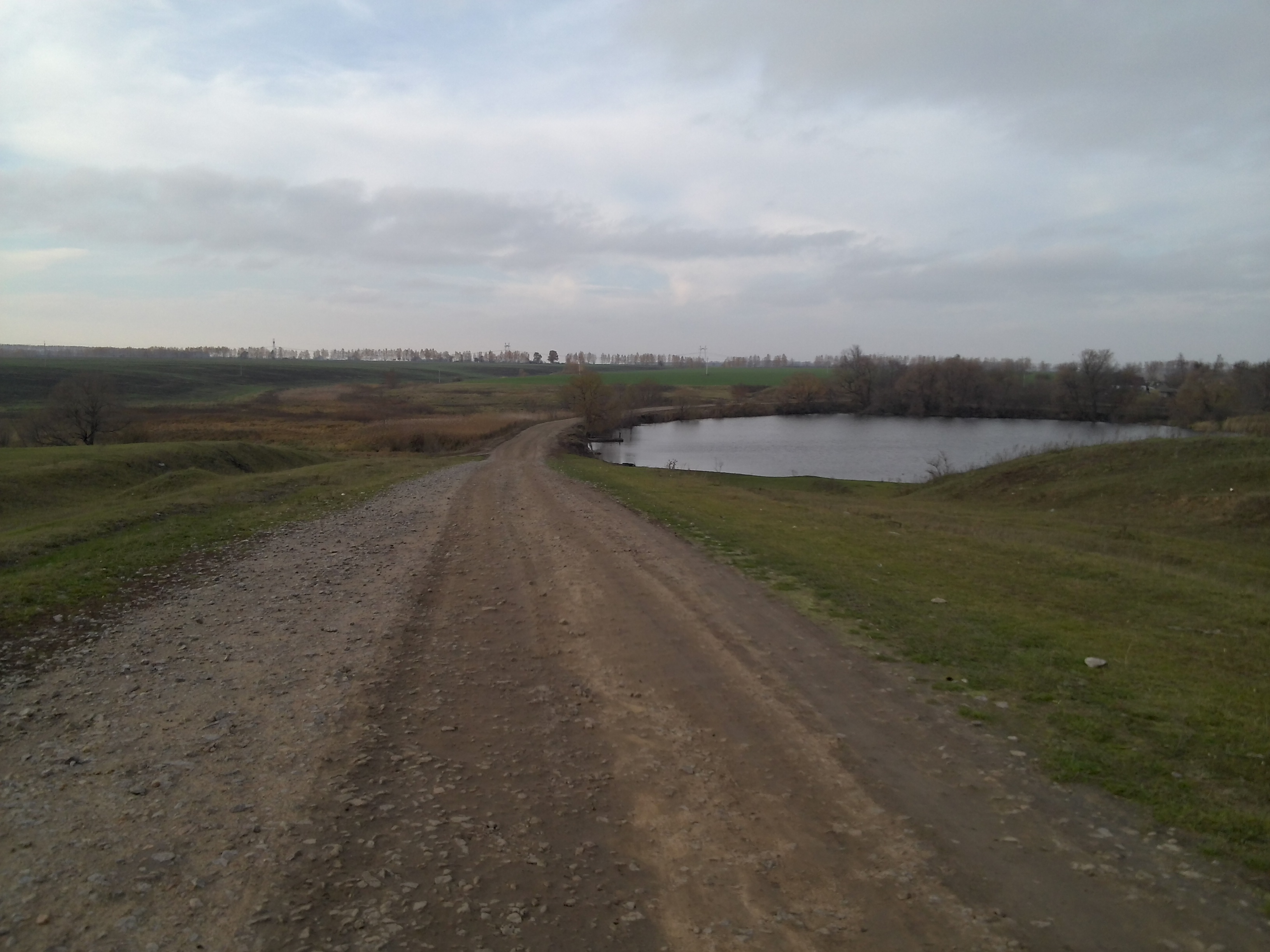
Краєвид на околиці села
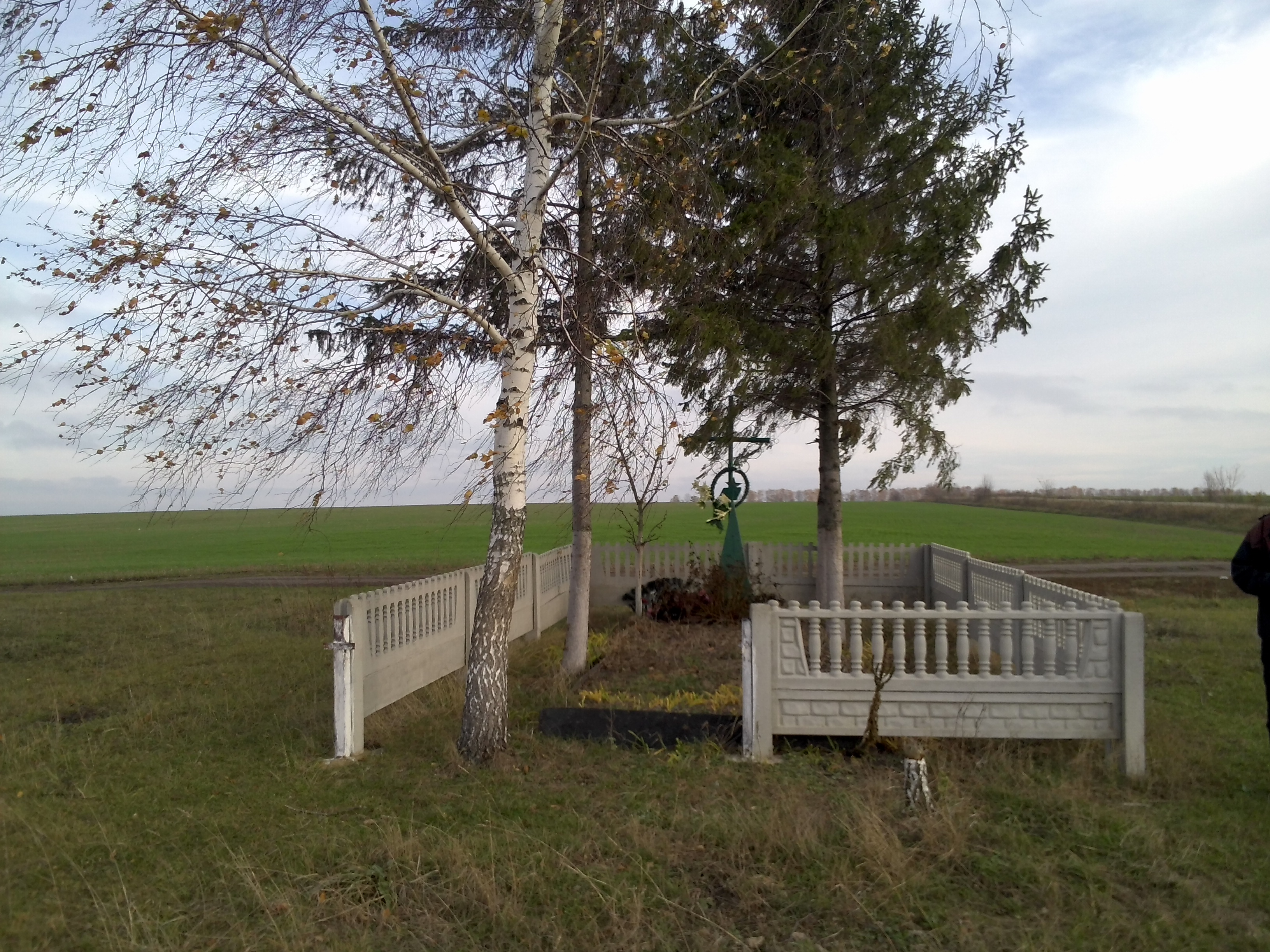
Братська могила у полі
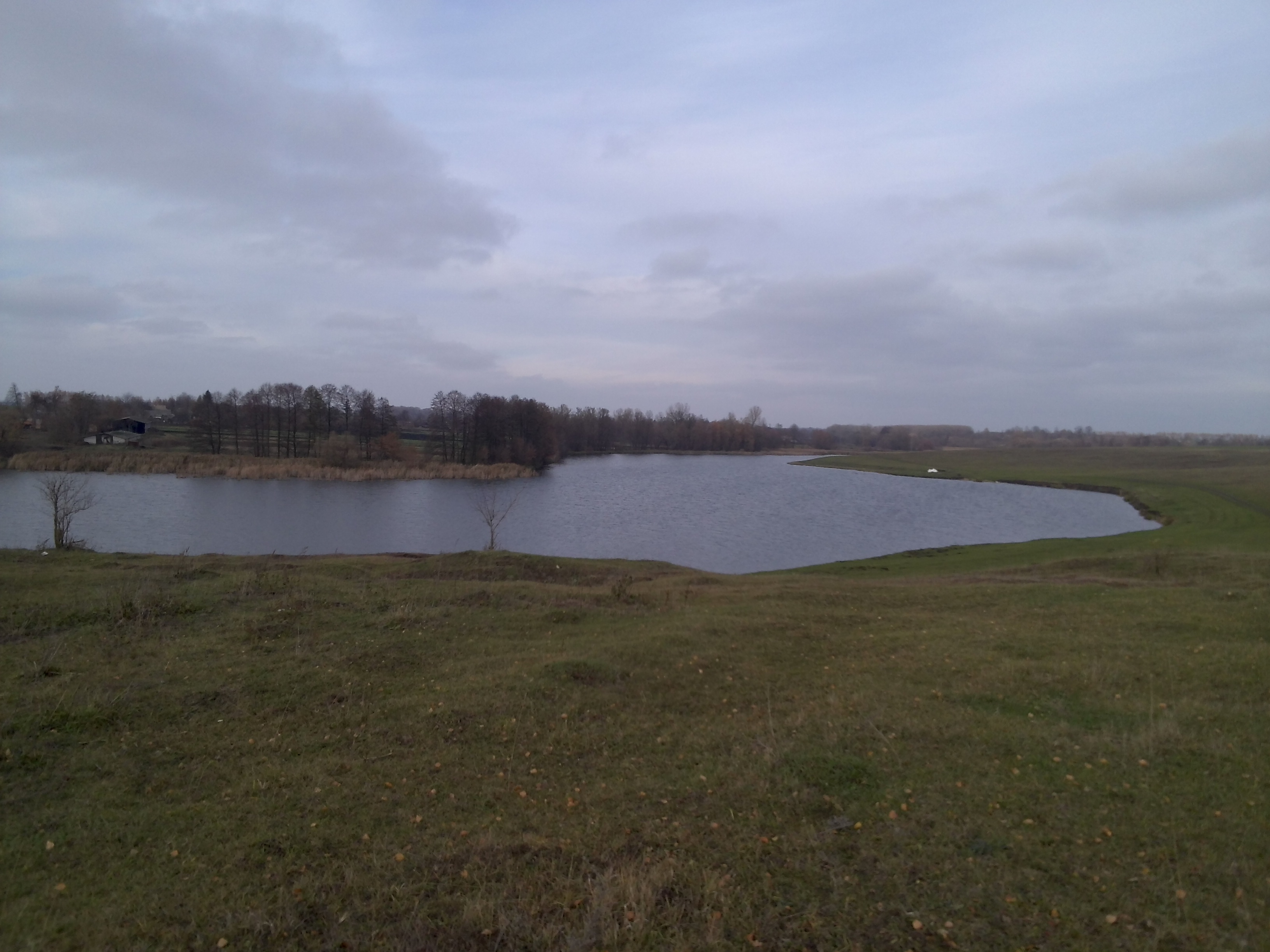
Ставок на околиці села